# Дахер ди Менезис, Таиса
Таиса, полное имя Таиса Дахер ди Менезис (в 2016—2017 — Дахер Паллези (Daher Pallesi); порт. Thaísa Daher de Menezes; 15 мая 1987, Рио-де-Жанейро, Бразилия) — бразильская волейболистка. Центральная блокирующая. Двукратная Олимпийская чемпионка.

## Биография
Таиса родилась в районе Кампу-Гранди, расположенном в западной части Рио-де-Жанейро. Её отец — военнослужащий Домингос ди Менезис. Мать — Моника Дахер — потомок выходцев из Ливана. До 13-летнего возраста Таиса занималась плаванием, но затем по примеру своего брата Тьяго перешла в волейбол. Через год была принята в молодёжную команду клуба «Тижука», где её тренером стал Жулио Кунья, один из лучших наставников по работе с молодыми спортсменами. В 2002 Таиса была приглашена в команду «Минас» (Белу-Оризонти) — одну из сильнейших в Бразилии, с которой в том же сезоне выиграла свою первую медаль на клубном уровне, став серебряным призёром чемпионата Бразилии. В том же 2002 году (в возрасте 15 лет) Таиса дебютировала сразу в двух сборных своей страны — молодёжной и юниорской, став с ними чемпионкой двух первенств Южной Америки. Через год волейболистка стала чемпионкой мира как среди молодёжных команд, так и среди юниоров.
В 2005 Таиса была приглашена в «Рексону-Адес» из Рио-де-Жанейро и в её составе выиграла три чемпионата Бразилии подряд. В 2008 перешла в команду из Озаску, с которой 7 раз выигрывала медали национального чемпионата, в том числе дважды — золотые. Кроме этого, с ней же четырежды становилась победительницей клубного чемпионата Южной Америки, а в 2012 — и чемпионата мира среди клубов. В 2016 заключила контракт с турецким «Эджзаджибаши» и в том же году с ним стала двукратной чемпионкой мира среди клубных команд.
В 2005 Таиса в составе молодёжной сборной Бразилии во второй раз выиграла «золото» мирового чемпионата и после этого была включена в национальную команду страны. В 2006 в её составе выиграла свой первый титул, победив в розыгрыше Панамериканского Кубка. С 2007 — неизменно выступает за сборную Бразилии. В том сезоне приняла участие сразу в четырёх официальных турнирах — Гран-при, Панамериканских играх, чемпионате Южной Америки и Кубке мира, но победить со своей командой сумела лишь в континентальном первенстве.
2008 год для Таисы был ознаменовал громкими успехами своей сборной — победами в Гран-при и затем на Олимпиаде в Пекине. В дальнейшем, выступая за сборную Бразилии волейболистка стала двукратной Олимпийской чемпионкой, двукратный призёром чемпионатов мира, ещё четырежды выигрывала Гран-при, а также соревнования континентального уровня — чемпионаты Южной Америки, Панамериканские игры и Панамериканский Кубок. Таиса по праву считается одной из сильнейших блокирующих мирового волейбола. 8 раз она признавалась лучшей в своём амплуа на различных официальных международных соревнованиях — как среди сборных, так и среди клубов. В 2013 была названа волейболисткой года в Бразилии.     

### Клубная карьера
- 2001—2002 —  «Тижука» (Рио-де-Жанейро);
- 2002—2005 —  «Минас» (Белу-Оризонти);
- 2005—2008 —  «Рексона-Адес» (Рио-де-Жанейро);
- 2008—2016 —  «Финаса-Озаску»/«Соллис-Озаску»/«Молико-Озаску» (Озаску);
- 2016—2017 —  «Эджзаджибаши» (Стамбул).
- 2018—2019 —  «Иноде-Баруэри» (Баруэри).
- с 2019 —  «Минас Тенис Клубе»/«Итамбе-Минас»/«Жердау-Минас» (Белу-Оризонти)

## Достижения

### Со сборными Бразилии
- двукратная Олимпийская чемпионка — 2008, 2012;
  - бронзовый призёр Олимпийских игр 2024.
- серебряный (2010) и бронзовый (2014) призёр чемпионатов мира.
- серебряный призёр Кубка мира 2007.
- серебряный призёр Всемирного Кубка чемпионов 2009.
- 5-кратная чемпионка Мирового Гран-при — 2008, 2009, 2013, 2014, 2016;
  - 3-кратный серебряный призёр Гран-при — 2010, 2011, 2012.
- 4-кратная чемпионка Южной Америки — 2007, 2011, 2013, 2023.
- чемпионка Панамериканских игр 2011;
  - серебряный призёр Панамериканских игр 2007.
- 3-кратный победитель розыгрышей Панамериканского Кубка — 2006, 2009, 2011.
- победитель розыгрыша Кубка «Финал четырёх» 2008.
- двукратная чемпионка мира среди молодёжных команд — 2003, 2005.
- чемпионка Южной Америки среди молодёжных команд 2002.
- чемпионка мира среди девушек 2003.
- чемпионка Южной Америки среди девушек 2002.

### С клубами
- 8-кратная чемпионка Бразилии — 2006—2008, 2010, 2012, 2021, 2022, 2024;
  - 7-кратный серебряный (2003, 2004, 2009, 2011, 2013, 2015, 2023) и бронзовый (2014) призёр чемпионатов Бразилии.
- 5-кратный победитель розыгрышей Кубка Бразилии — 2007, 2008, 2014, 2021, 2023;
  - двукратный серебряный призёр Кубка Бразилии — 2022, 2024.
- обладатель Суперкубка Бразилии 2024.
- 3-кратная чемпионка штата Рио-де-Жанейро — 2005, 2006, 2007.
- 4-кратная чемпионка штата Сан-Паулу — 2008, 2012, 2013, 2014.

- двукратная чемпионка мира среди клубных команд — 2012, 2016;
  - двукратный серебряный призёр клубных чемпионатов мира — 2010, 2014.
- 6-кратная чемпионка Южной Америки среди клубных команд — 2009—2012, 2020, 2022;
  - 4-кратный серебряный призёр клубных чемпионатов Южной Америки — 2014, 2015, 2021, 2023;
  - бронзовый призёр клубного чемпионата Южной Америки 2025.
- 3-кратный победитель розыгрышей Кубка Salonpas — 2006, 2007, 2008.

### Индивидуальные
- 2008: лучшая на подаче чемпионата Бразилии.
- 2010: лучшая нападающая клубного чемпионата мира.
- 2011: лучшая блокирующая Панамериканского Кубка.
- 2011: лучшая на подаче Гран-при.
- 2012: лучшая блокирующая Гран-при.
- 2012: лучшая блокирующая клубного чемпионата Южной Америки.
- 2012: лучшая нападающая клубного чемпионата мира.
- 2013: MVP (самый ценный игрок) и лучшая блокирующая (одна из двух) Гран-при.
- 2013: лучшая волейболистка Бразилии.
- 2014: лучшая блокирующая чемпионата Бразилии.
- 2014: лучшая блокирующая (одна из двух) клубного чемпионата Южной Америки.
- 2014: лучшая блокирующая (одна из двух) клубного чемпионата мира.
- 2014: лучшая блокирующая (одна из двух) чемпионата мира.
- 2016: лучшая блокирующая (одна из двух) Гран-при.
- 2020: MVP клубного чемпионата Южной Америки.
- 2021: лучшая блокирующая (одна из двух) Кубка Бразилии.
- 2021: MVP (самый ценный игрок) и лучшая блокирующая (одна из двух) чемпионата Бразилии.
- 2023: лучшая блокирующая (одна из двух) чемпионата Южной Америки.

## Личная жизнь
В мае 2016 года Таиса вышла замуж за бразильского журналиста Гильерме Паллези (в 2017 супруги развелись).
В 2022 вышла замуж за бывшего баскетболиста Рафаэла Родригиса.